# Sophie von Oranien-Nassau

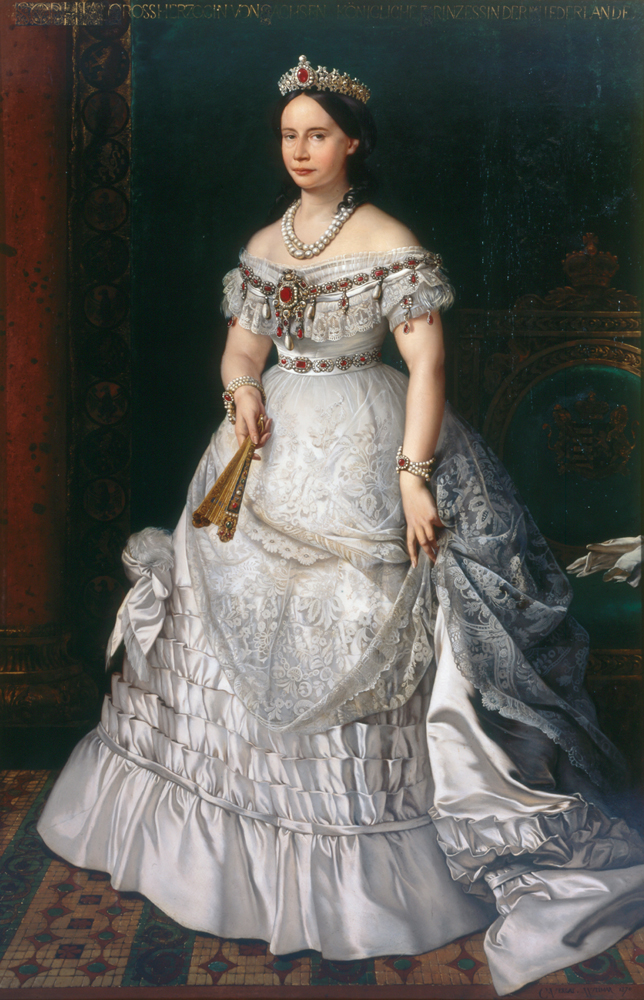
Prinzessin Sophie von Oranien-Nassau, spätere Großherzogin von Sachsen-Weimar-Eisenach, Gemälde von Charles Verlat, 1870

Wilhelmina Sophie Marie Luise von Oranien-Nassau (* 8. April 1824 in Den Haag; † 23. März 1897 in Weimar) war eine Prinzessin der Niederlande und Großherzogin von Sachsen-Weimar-Eisenach.

## Leben
Sophie war die einzige Tochter von König Wilhelm II. der Niederlande (1792–1849) und seiner Ehefrau, der russischen Großfürstin Anna Pawlowna, eine Tochter des Zaren Paul I. und der Zarin Maria Feodorowna, geborene Prinzessin Sophia Dorothea von Württemberg. Die Prinzessin wurde sehr sorgfältig ausgebildet. Den Religionsunterricht übernahm Sophies Vater, der auch dafür sorgte, dass die Prinzessin in ländlichen Tätigkeiten wie Melken, Käsemachen und Spinnen unterwiesen wurde.
Sophie heiratete am 8. Oktober 1842 in Den Haag ihren Cousin, den nachmaligen Großherzog Carl Alexander von Sachsen-Weimar-Eisenach (1818–1901), den einzigen Sohn des Großherzogs Carl Friedrich von Sachsen-Weimar-Eisenach und Sophies Tante, der Zarentochter Maria Pawlowna Romanowa. Sie zog zu ihrem Mann nach Weimar ins Residenzschloss.
Sophie war nach dem Tod der drei Söhne ihres Bruders, Wilhelm III., König der Niederlande, ab 1890 die nächste in der Thronfolge der Niederlande.
Nach dem Tod ihres ältesten Sohnes zog sich Sophie weitestgehend aus der Öffentlichkeit zurück. Sie verstarb nach einer Erkältung an Herzschwäche.
Nach Sophie wurde die Sophienhütte, eine 1852 gegründete Glashütte in Ilmenau, benannt.

### Sophie und der schriftliche Goethe-Nachlass

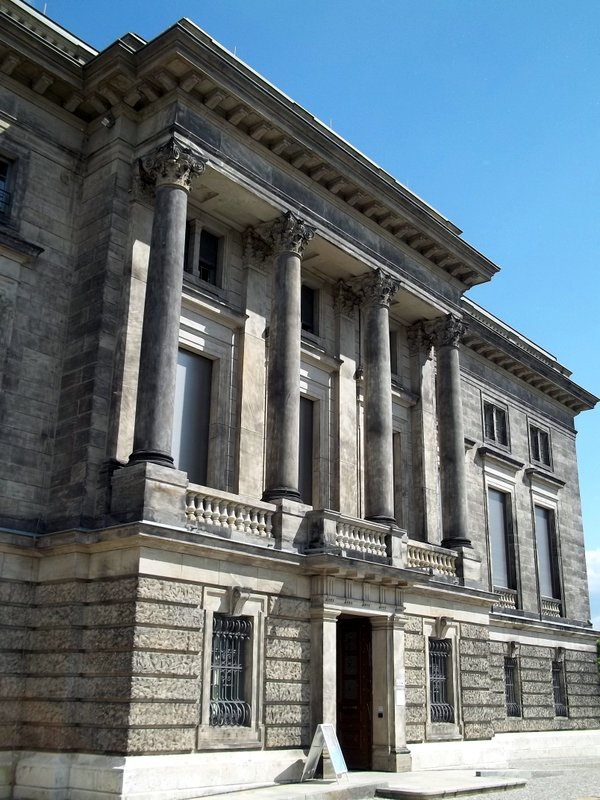
Das Goethe-Schiller-Archiv in Weimar, entstanden auf Initiative der Großherzogin Sophie – Vorder-Ansicht des mittleren und rechten Gebäudeteils

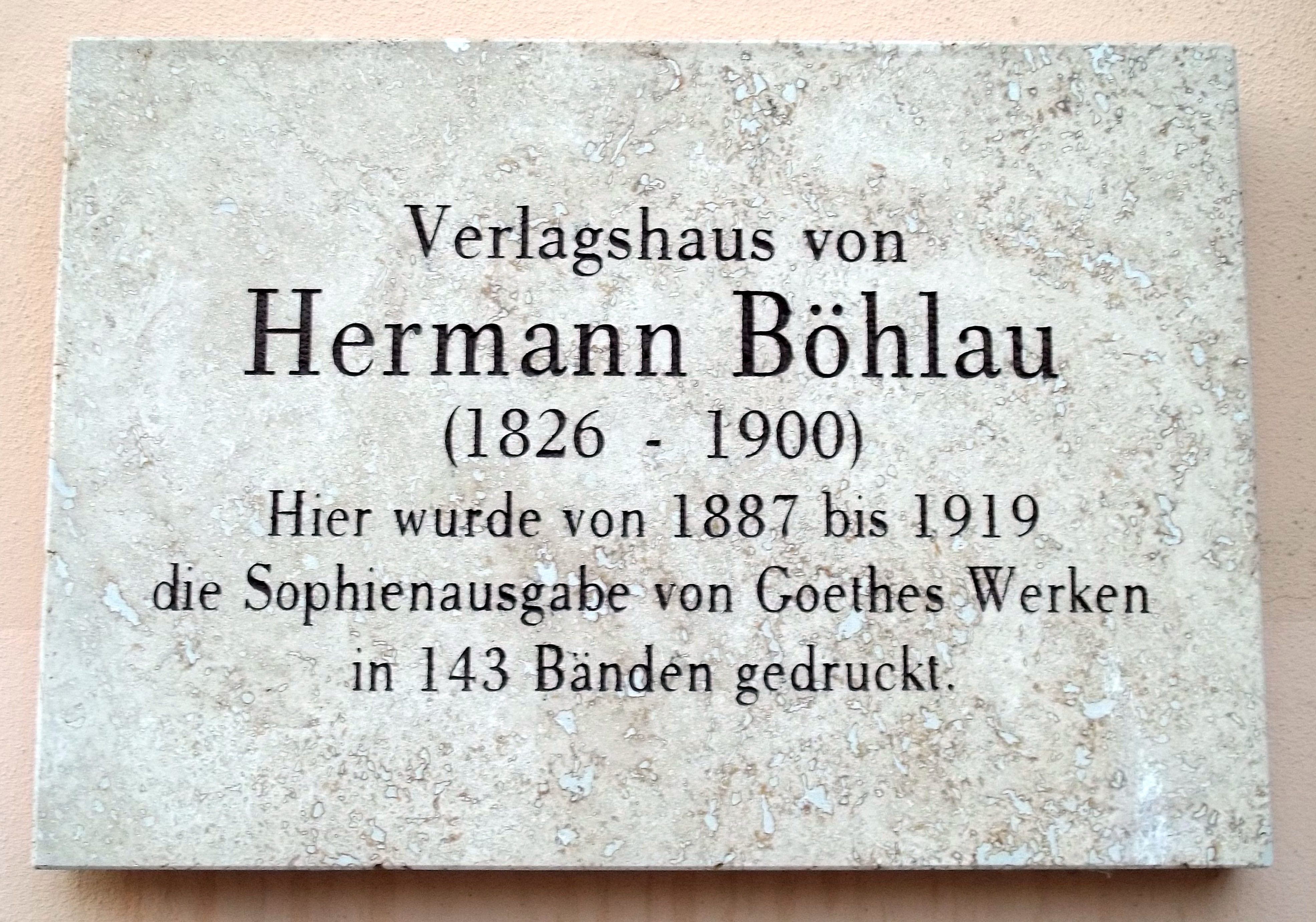
Erinnerungstafel an die Sophien-Ausgabe der Goethe-Werke, angebracht am Stadtarchiv Weimar, dem einstigen Verlagshaus Böhlau

Die Großherzogin war als Allein-Erbin von Goethes schriftlichem Nachlass hauptverantwortlich für weitreichende, bis heute prägende Entscheidungen, die die schriftlichen Hinterlassenschaften Goethes und danach auch Schillers und weiterer Geistesgrößen zusammenhielten und die Unterbringung sowie die wissenschaftliche Erschließung und Erforschung in einem eigens zu diesem Zwecke errichteten schlossähnlichen Archivgebäude – dem heutigen Goethe- und Schiller-Archiv – zur Folge hatten.
Walther von Goethe, der letzte Nachkomme Johann Wolfgang von Goethes, hatte die Großherzogin in seinem Testament zur Allein-Erbin der schriftlichen Hinterlassenschaft seines Vorfahren bestimmt. 1885 entstand auf Sophies Anregung die Goethe-Gesellschaft in Weimar mit Unterstützung von Großherzog Carl Alexander von Sachsen-Weimar-Eisenach.
Dem Beispiel des Walther von Goethe folgten Enkel und Urenkel Schillers, die dessen Bibliothek 1889 der Großherzogin in einer Schenkung überantworteten. Sophie initiierte auch die erste kritische, 143 Bände umfassende Ausgabe der veröffentlichten Werke Goethes im Böhlau Verlag von Hermann Böhlau, die sogenannte „Sophien-Ausgabe“. Eine Tafel am heutigen Stadtarchiv Weimar, dem einstigen Verlagshaus Böhlau (Anschrift: Kleine Teichgasse 6), erinnert an diese „Sophien-Ausgabe“.

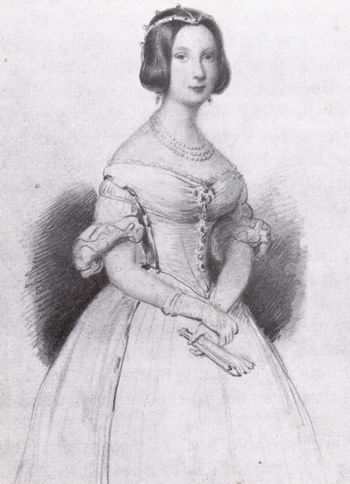
Prinzessin Sophie von Oranien-Nassau

### Soziales Engagement
Sophie engagierte sich als Landesmutter sehr sozial. Aus ihrem königlichen Erbe standen der Großherzogin bedeutende finanzielle Mittel zur Verfügung. Sie gründete 1854 die erste höhere Mädchenschule, das so genannte „Sophienstift“ (das als ihre „Lieblingsgründung“ galt), und 1875 die Sophienhausschwesternschaft als Pflegerinnenanstalt, die Blinden- und Taubstummenanstalt in Weimar, die Sophienheilstätte bei Bad Berka und ein Krankenhaus in Kaltennordheim. Sie förderte das Schulwesen und die Gründung von Kleinkinderbewahranstalten. Sophie war auch die Gründerin des Kinderheilbades in Stadtsulza (heute Bad Sulza), das nach ihr benannt wurde. Vor allem im ärmeren Landesteil des Großherzogtums, der Rhön, unterstützte Sophie – ganz bewusst fernab der öffentlichen Wahrnehmung – Gemeinden, Schulen und Kirchen.
Sie ließ 1886 auf Anregung des Arztes Ludwig Pfeiffer das sogenannte „Sophienhaus“, das Diakonissen-Mutterhaus von Weimar, erbauen. Das erfolgte durch Julius Bormann. 1887 begann im Sophienkrankenhaus die systematische Ausbildung von Krankenschwestern. – Ein Engagement, dessen Tradition bis heute wirkt: Weimars heutiges modernes Krankenhaus – die Sophien- und Hufeland-Klinikum gGmbH – ist Nachfolgerin des jahrzehntelang betriebenen Sophien-Krankenhauses und hat einen Teil seiner Wurzeln im sozialen Verantwortungsbewusstsein der Großherzogin Sophie.
Zu den fast in Vergessenheit geratenen Fakten gehört, dass Großherzogin Sophie als Mäzenatin maßgeblich den Wiederaufbau der Wartburg gefördert hat. Das nach ihr benannte Sophienbad in Eisenach ist eines der ältesten Jugendstilbäder Deutschlands. 1899 eröffnet, wird es heute anders genutzt – die Gesamtanlage steht unter Bestandschutz.
Die Zeit, in der sie und ihr Gemahl das Großherzogtum regierten, wird in Weimar „Silbernes Zeitalter“ genannt.

### Schulbenennung zu Ehren der Großherzogin Sophie
Im Jahr 1902 bestand die Zweite Bürgerschule Weimar aus drei Schulgebäuden. Daher beschloss der verstärkte Schulvorstand am 21. Oktober 1902, jeder der drei Schulen einen Namen zu geben: die in der Bürgerschulstraße wurde zur Karl-August-Schule, die in der Sophienstraße zu Ehren der Großherzogin zur Sophien-Schule und die in der Röhrstraße zu Ehren der Großherzogin Luise zur Luisen-Schule.
Die erste als Schulgebäude gebaute Schule in Apolda bekam den Namen Sophienschule und wurde am 3. Juli 1890 eingeweiht (nach 1945 Umbenennung in Pestalozzischule).

## Nachkommen
Aus ihrer Ehe mit Carl Alexander stammen folgende Kinder:
- Karl August (1844–1894), Erbgroßherzog von Sachsen-Weimar-Eisenach

⚭ 1873 Prinzessin Pauline von Sachsen-Weimar-Eisenach (1852–1904)
- Marie (1849–1922)

⚭ 1876 Prinz Heinrich VII. Reuß zu Köstritz (1825–1906)
- Anna (1851–1859)
- Elisabeth (1854–1908)

⚭ 1886 Herzog Johann Albrecht zu Mecklenburg (1857–1920)

## Ausstellungen
- Mit Gott und Goethe. Herzogin Sophie von Sachsen-Weimar-Eisenach zum 200. Geburtstag. Sonderausstellung im Stadtmuseum Weimar, 24. Februar bis 1. September 2024[11]
- Sophie. Macht. Literatur – Eine Regentin erbt Goethe. Sonderausstellung im Goethe-Schiller-Archiv Weimar, ab 7. April 2024[12]